# 머리타 페인
머리타 페인위긴스(Marita Payne-Wiggins, 1960년 10월 7일 ~ )는 은퇴한 캐나다의 여자 육상 선수로 2개의 하계 올림픽에 나갔다. 그녀는 질리언 리처드슨과 더불어 400m에서 공동 캐나다 기록 보유자이자, 200m에서 법적 캐나다 기록 보유자이다.

## 어린 시절과 교육
바베이도스에서 태어난 페인은 어린 시절에 부모가 그녀를 모국에 남겨놓고 학교와 일을 위하여 뉴욕으로 이주하였다. 1970년 9세의 페인은 부모에게 재가입하고, 가족은 온타리오주 토론토에 정착하였으며 후에 콩코드로 이주하였다. 그녀는 토론토에 있는 본 로드 이공 대학에서 수학하며 스타 단거리달리기 선수로 피어나 1979년 시니어 100m와 200m 양종목에서 온타리오 주립 챔피언이 되었다.
1980년 플로리다 주립 대학교에 입학하여 1984년 졸업하기 전 세미놀스 육상 팀을 위하여 활약하였다. 21회의 NCAA 올아메리칸인 그녀는 400m 경주(1982, 1984), 400m 릴레이(1981, 1983, 1984), 실내 800m 릴레이(1981), 그리고 1600m 릴레이(1983, 1984) 국내 챔피언이었다. 대학 시절에 그녀는 NBA 농구 선수이자 자신의 남편이 된 미첼 위긴스를 만났다.

## 육상 경력
페인은 1979년 팬아메리칸 게임에서 캐나다를 대표하여 1600m 릴레이 동메달을 획득하였다. 1981년 로마에서 열린 IAAF 월드컵에서 동메달을 딴 미주 1600m 릴레이 팀의 일원이었다. 이듬해 브리즈번에서 열린 코먼웰스 게임에서 그녀는 400m 릴레이에서 캐나다 팀과 은메달을 따고, 400m 경주 준결승전에 도달하였다.
1983년 하계 유니버시아드에서 200m 은메달을 딴 페인은 400m와 1600m 양릴레이 종목에서 캐나다 팀이 은메달을 따는 데 도움을 주었다. 또한 그해 카라카스에서 열린 팬아메리칸 게임에서도 1600m 릴레이 은메달을 따기도 하였다. 2주 전에 헬싱키에서 열린 세계 육상 선수권 대회에서 그녀는 400m 5위를 했는 데 단련에서 유럽인이 아닌 선수에 의한 최고 상연이자, 50.06초와 함께 존재하는 코먼웰스 게임 기록을 깼다. 그녀는 또한 양릴레이 종목에서 캐나다 선수들과 팀을 이루어 각각 5위와 4위를 하였다.
1984년 로스앤젤레스 올림픽에서 페인은 1600m 릴레이에서 동료 선수 샤메인 크룩스, 질리언 리처드슨, 몰리 킬링벡과 함께 은메달을 땄다. 그녀는 또한 400m 릴레이에도 나가 앤절라 베일리, 앤절라 테일러, 프랑스 가로와 함께 또 하나의 은메달을 따기도 하였다. 그녀는 400m 경주에서 4위를 하여 49.91초의 캐나다 신기록을 설립하였다.
1986년 코먼웰스 게임에서 페인은 캐나다 1600m 릴레이 팀이 금메달을 획득하는 데 도움을 주었고, 400m 경주에서 4위를 하였다. 1987년 팬아메리칸 게임에서 1600m 릴레이의 2연속 은메달을 땄다. 몇주 후, 로마에서 열린 1987년 세계 육상 선수권 대회에서 400m 경주 준결승전에 도달하고, 1600m 릴레이 4위를 하였다. 팀은 1988년 서울 올림픽에 돌아왔으나 릴레이 결승전에서 완료하는 데 실패하였다. 그녀는 400m 경주에서 다시 준결승전에 도달하였다. 올림픽이 끝나고 곧 그녀는 육상에서 은퇴하였다.

## 경력 이후
페인은 1991년 플로리다 주립 대학교 명예의 전당, 10년 후에 캐나다 올림픽 명예의 전당에 헌액되었다. 온타리오주 본은 공원의 이름을 그녀의 명예를 가려 지었다. 콩코드에 위치한 머리타 페인 공원은 또한 그녀의 가족의 저택의 걷는 거리 안에 있다.